# Rio Chiojdul Mare
O Rio Chiojdul Mare é um rio da Romênia, afluente do Chiojdul, localizado no distrito de Prahova.